# Krzysztof Gawędzki
Krzysztof Gawędzki, né le 2 juillet 1947 à Żarki et mort le 21 janvier 2022 à Caluire-et-Cuire, est un physicien mathématicien franco-polonais.

## Biographie
Krzysztof Gawędzki obtient un doctorat en 1971 à Varsovie. Dans les années 1980, il travaille pour le CNRS à l'IHES, à Paris, en France. Depuis 2001, il est directeur de recherche CNRS au sein de l'École normale supérieure de Lyon.
Il travaille sur la théorie quantique des champs, où il étudie avec Antti Kupiainen l'application des méthodes du groupe de renormalisation dans le traitement mathématique rigoureux de différents systèmes modèles. Il travaille notamment sur la théorie conforme des champs, qui sert de modèle d'étude à deux dimensions des aspects non-perturbatifs de la théorie quantique des champs (avec des applications en théorie des cordes et en mécanique statistique), et en particulier sur la géométrie des modèles WZWN qui sont des prototypes pour les théories conformes rationnelles,.
En 1986, il identifie le champ de Kalb-Ramond (en) (appelé aussi B-champ, qui est un analogue du champ électromagnétique en théorie des cordes) à un 3-cocycle d'une cohomologie différentielle ordinaire.
Dans les années 2000, il s'intéresse également à l'étude de la turbulence, encore en collaboration avec Kupiainen, avec qui il a découvert en 1995 un comportement d'échelle anormal de l'advection d'un scalaire passif dans des modèles de champs aléatoires en turbulence homogène.
Depuis les années 2000, il s'intéresse également à l'étude de la mécanique statistique de non-équilibre : théorèmes de fluctuations et grandes déviations.
Il était en 2002/2003 à l'Institute for Advanced Study ; en 1986, il est conférencier invité au Congrès international des mathématiciens à Berkeley (Renormalization: from Magic to Mathematics).

## Publications
- Symétries Quantiques / Quantum Symmetries, Les Houches (session LXIV, août-septembre 1995), Elsevier 1998 (comme éditeur avec Alain Connes et Jean Zinn-Justin)
- Non equilibrium statistical mechanics and turbulence, London Mathematical Society Lecture Notes 355, Cambridge University Press 2008, avec John Cardy, Gregory Falkovich
- Conformal Field Theory, Seminaire Bourbaki 31, exposé 704, 1989 (sur Numdam)
- Conformal Field Theory and the Geometry of Strings, CRM Proceedings and Lecture Notes, 7, 1994, p. 57-97, avec Jürg Fröhlich (sur arXiv)
- Lectures on Conformal Field Theory, publié dans Quantum field theory and strings: a course for mathematicians, édité par Edward Witten, Robbert Dijkgraaf et Pierre Deligne, IAS/Park City Lectures 1996/97, American Mathematical Society 1999 (sur CiteSeer)